# Sindang (plaats in Majalengka)
Sindang is een bestuurslaag in het regentschap Majalengka van de provincie West-Java, Indonesië. Sindang telt 3617 inwoners (volkstelling 2010).